# 小行星8312
小行星8312（英語：8312）是一颗围绕太阳公转的小行星。1996年10月15日，清水義定、浦田武在那智胜浦町发现了此天体。
这颗小行星的绝对星等为287.34883等。